# Бобоєшть (Горж)
Бобоєшть, Бобоєшті (рум. Boboiești) — село у повіті Горж в Румунії. Входить до складу комуни Чуперчень.
Село розташоване на відстані 254 км на захід від Бухареста, 26 км на південний захід від Тиргу-Жіу, 96 км на північний захід від Крайови.

## Населення
За даними перепису населення 2002 року у селі проживали 74 особи, усі — румуни. Усі жителі села рідною мовою назвали румунську.